# Halinów
Halinów là một thị trấn thuộc huyện Miński, tỉnh Mazowieckie ở trung-đông Ba Lan. Thị trấn có diện tích 4 km². Đến ngày 1 tháng 1 năm 2011, dân số của thị trấn là 3619 người và mật độ 1274 người/km².